# Alberto Cienfuegos
Alberto Temístocles Cienfuegos Becerra (Rancagua, 23 de julio de 1947) es un ex oficial de carabineros y político chileno. Se desempeñó como general director de Carabineros de Chile entre 2001 y 2005.

## Familia y estudios
Nació en Rancagua, el 23 de julio de 1947; hijo del General Óscar Cienfuegos Navarrete y Lucía Becerra Retamales. Realizó sus estudios primarios en el Liceo de Hombres de Rancagua y los secundarios  en el Liceo N.º 1 Valentín Letelier de Santiago, egresando en 1965.
Se casó con Sylvia Spikin Urrutia, con quien tuvo dos hijos: Rodrigo e Ignacio.

## Carrera policial
Ingresó a la Escuela de Carabineros el 16 de marzo de 1966. Su primer ascenso se produjo el 16 de diciembre de 1967, cuando fue nombrado subteniente. Entre 1968 y 1970 trabajó en la Prefectura de Valparaíso, periodo en que fue ascendido a teniente, y posteriormente fue trasladado a la Prefectura de Radiopatrullas, en 1971. Luego fue asignado al Departamento de Policías de Menores y a la 9.ª Comisaría de Santiago.
Fue ascendido a capitán en 1975, siendo asignado a la 1ª Comisaría de Coyhaique, y luego a la intendencia de la Región de La Araucanía. En 1979 fue trasladado a la Prefectura de Fuerzas Especiales. Luego fue asignado a la Academia Nacional de Estudios Públicos Estratégicos y al Departamento de Relaciones Públicas. En 1983 ingresó a estudiar a la Academia de Ciencias Policiales de Carabineros, obteniendo el título de oficial graduado en ciencias policiales.
En 1984 fue ascendido a mayor, y entre 1985 y 1987 se desempeñó como comisario en la 1ª Comisaría de la Prefectura de Iquique. En 1988 pasó a ser comandante del Grupo de Aspirantes a Oficiales. A año siguiente fue ascendido a teniente Coronel y se le nombró como subdirector administrativo de la Escuela de Carabineros.
Con la asunción de Patricio Aylwin como presidente de Chile en 1990, ejerció como edecán presidencial (1990-1991) y agregado en la embajada de Chile en Estados Unidos (1992). En 1994 fue ascendido al grado de coronel, y hasta 1995 ejerció como director de la Escuela de Carabineros. Al año siguiente ascendió al grado de general, siendo director de Educación (1996) y director de Fronteras y Servicios Especiales (1997-1999). En 1998 alcanzó el grado de general inspector, y ejerció como director de Personal (1999) y director de Logística (2000) de la institución.
El 27 de octubre de 2001 el presidente de la República Ricardo Lagos anunció su nombramiento como general director de Carabineros, asumiendo el cargo el 27 de noviembre de ese año. Cesó en el mando el 27 de noviembre de 2005, siendo sucedido por José Alejandro Bernales, acogiéndose a retiro a partir de esa fecha.

### Historial militar
Su historial de ascensos en Carabineros de Chile fue el siguiente:
- 1966: Aspirante a oficial
- 1967: Subteniente
- 1970: Teniente
- 1975: Capitán
- 1984: Mayor
- 1989: Teniente coronel
- 1994: Coronel
- 1996: General de Zona
- 1998: General inspector
- 2001: General director

## Política
En 2009 se presentó como candidato independiente a diputado de la República en representación del distrito n.º 23 (correspondiente a las comunas de Las Condes, Vitacura y Lo Barnechea) en las elecciones parlamentarias de ese año, en el cupo del Partido Demócrata Cristiano (PDC). En la elección obtuvo el tercer lugar con un 12,61 %, sin poder romper el doblaje de la Coalición por el Cambio.

## Condecoraciones

### Condecoraciones nacionales
- Cruz al Mérito de Carabineros de Chile, por haber cumplido 20 años de servicios en la institución (1986).[3]
- Gran Cruz al Mérito de Carabineros de Chile, por haber cumplido 30 años efectivos en la institución (1996).[3]
- Gran Oficial de la «Condecoración Presidente de la República» (2001).[3]
  - Condecoración Servicio de la Presidencia de la República (2001).[3]

### Condecoraciones extranjeras
- Distinción "Emblema de Oro", otorgada por el Centro de Estudios Superiores Policiales de la República de Bolivia ( Bolivia).[3]
- Comendador de la Orden del Libertador San Martín ( Argentina).[3]

## Historial electoral

### Elecciones parlamentarias de 2009
- Elecciones parlamentarias de 2009, candidato a diputado por el distrito 23 (Las Condes, Vitacura y Lo Barnechea), Región Metropolitana[8]

| Candidato                            | Pacto                         | Partido | Votos  | %     | Resultado |
| ------------------------------------ | ----------------------------- | ------- | ------ | ----- | --------- |
| Cristián Monckeberg Bruner           | Alianza                       | RN      | 76.733 | 35,95 | Diputado  |
| Ernesto Silva Méndez                 | Alianza                       | UDI     | 59.579 | 27,91 | Diputado  |
| Alberto Cienfuegos Becerra           | Concertación y Juntos podemos | ILA     | 26.917 | 12,61 |           |
| Macarena Carvallo Silva              | Concertación y Juntos podemos | PRSD    | 14.580 | 7,22  |           |
| Rodrigo García Pinochet              | Independiente                 | Ind     | 20.939 | 9,81  |           |
| José Francisco Salamanca Santa María | Chile Limpio Vota Feliz       | PRI     | 1.667  | 0,78  |           |
| Alfonso Revuelta Salfate             | Nueva Mayoría para Chile      | PH      | 2066   | 0,96  |           |
| Joaquín Arduengo Naredo              | Nueva Mayoría para Chile      | PH      | 2140   | 0,99  |           |
| Cristian Luco Rosende                | Chile Limpio Vota Feliz       | PRI     | 1035   | 0,48  |           |